# Circonscription de Montfort
La circonscription de Montfort est l'une des huit circonscriptions législatives françaises que comptait le département d'Ille-et-Vilaine de 1876 à 1885, de 1889 à 1919 et de 1928 à 1940.
Alphonse Barbot (Rép.G) en fut le dernier député.

## La circonscription de 1876 à 1885
Dans le découpage électoral de 1875, la circonscription de Montfort fait partie des huit circonscriptions d'Ille-et-Vilaine.
Elle était composée des cantons de Bécherel, Montauban, Montfort, Plélan et Saint-Méen-le-Grand.

### Historique des députations
| Législature | Début de mandat | Fin de mandat   | Député         | Parti politique | Observations |
| ----------- | --------------- | --------------- | -------------- | --------------- | ------------ |
| Ire         | 9 mars 1876     | 25 juin 1877    | Eugène Pinault | Centre gauche   |              |
| IIe         | 7 novembre 1877 | 27 octobre 1881 | Eugène Pinault | Centre gauche   |              |
| IIIe        | 28 octobre 1881 | 9 novembre 1885 | Eugène Pinault | Centre gauche   |              |

## La circonscription de 1889 à 1919
Elle reprend le découpage de 1875.

### Historique des députations
| Législature | Début de mandat  | Fin de mandat   | Député                         | Parti politique  | Observations |
| ----------- | ---------------- | --------------- | ------------------------------ | ---------------- | ------------ |
| Ve          | 12 novembre 1889 | 14 octobre 1893 | Armand Porteu de la Morandière | Monarchiste      |              |
| VIe         | 15 octobre 1893  | 31 mai 1898     | Armand Porteu de la Morandière | Monarchiste      |              |
| VIIe        | 1er juin 1898    | 31 mai 1902     | Armand Porteu de la Morandière | Monarchiste      |              |
| VIIIe       | 1er juin 1902    | 31 mai 1906     | Alexandre Jehanin              | Rép. ministériel |              |
| IXe         | 1er juin 1906    | 31 mai 1910     | Étienne Pinault                | ALP              |              |
| Xe          | 1er juin 1910    | 31 mai 1914     | André Porteu de la Morandière  | ALP              |              |
| XIe         | 1er juin 1914    | 7 décembre 1919 | André Porteu de la Morandière  | ALP              |              |

### Historique des élections

#### Élections de 1910
|          | André Porteu de la Morandière | Action libérale | 7 736  | 53,22  |  |  |  |
|          | Émile Beauchef                | ARD             | 6 801  | 46,78  |  |  |  |
|          |                               |                 |        |        |  |  |  |
| Inscrits | Inscrits                      | Inscrits        | 16 861 | 100,00 |  |  |  |
| Votants  | Votants                       | Votants         | 14 783 | 87,68  |  |  |  |
| Exprimés | Exprimés                      | Exprimés        | 14 537 | 98,34  |  |  |  |

#### Élections de 1914
|                  | André Porteu de la Morandière * | Action libérale  | 7 679  | 54,37  |  |  |  |
|                  | Émile Beauchef                  | Répub. de gauche | 6 450  | 45,66  |  |  |  |
|                  |                                 |                  |        |        |  |  |  |
| Inscrits         | Inscrits                        | Inscrits         | 16 634 | 100,00 |  |  |  |
| Votants          | Votants                         | Votants          | 14 337 | 86,19  |  |  |  |
| Exprimés         | Exprimés                        | Exprimés         | 14 125 | 98,52  |  |  |  |
| * Député sortant |                                 |                  |        |        |  |  |  |

## La circonscription de 1928 à 1940
Le découpage électoral de 1927 ne modifie pas celui de 1875.

### Historique des députations
| Législature | Début de mandat | Fin de mandat  | Député          | Parti politique | Observations |
| ----------- | --------------- | -------------- | --------------- | --------------- | ------------ |
| XIVe        | 1er juin 1928   | 31 mai 1932    | Alphonse Barbot | Rép.G           |              |
| XVe         | 1er juin 1932   | 31 mai 1936    | Alphonse Barbot | Rép.G           |              |
| XVIe        | 1er juin 1936   | 9 juillet 1940 | Alphonse Barbot | Rép.G           |              |

### Historique des élections

#### Élections de 1928
| Candidats        | Candidats           | Étiquette                   | Premier tour | Premier tour | Ballotage | Ballotage |  |
| Candidats        | Candidats           | Étiquette                   | Voix         | %            | Voix      | %         |  |
| ---------------- | ------------------- | --------------------------- | ------------ | ------------ | --------- | --------- |  |
|                  | Armand Le Douarec * | Répub. nat-PDP              | 5 878        | 48,14        | 5 707     | 47,28     |  |
|                  | Alphonse Barbot     | Répub. de gauche            | 4 761        | 38,99        | 6 316     | 52,32     |  |
|                  | Raymond André       | SFIO                        | 979          | 8,02         |           |           |  |
|                  | Dr Bouchard         | Répub. nat-Action française | 475          | 3,89         | 475       | 0,26      |  |
|                  | Louis Vézin         | PC-SFIC                     | 114          | 0,93         | 18        | 0,14      |  |
|                  |                     |                             |              |              |           |           |  |
| Inscrits         | Inscrits            | Inscrits                    | 14 522       | 100,00       | 14 522    | 100,00    |  |
| Votants          | Votants             | Votants                     | 12 660       | 87,18        | 12 336    | 84,95     |  |
| Exprimés         | Exprimés            | Exprimés                    | 12 211       | 96,45        | 12 072    | 97,86     |  |
| * Député sortant |                     |                             |              |              |           |           |  |

Le docteur Bouchard retire sa candidature juste avant le premier tour.

#### Élections de 1932
|                  | Alphonse Barbot *  | Répub. de gauche       | 11 073 | 91,11  |  |  |  |
|                  | Joseph Damy        | Républicain socialiste | 871    | 7,17   |  |  |  |
|                  | Jean-Marie Dufrost | PC-SFIC                | 209    | 1,72   |  |  |  |
|                  |                    |                        |        |        |  |  |  |
| Inscrits         | Inscrits           | Inscrits               | 14 417 | 100,00 |  |  |  |
| Votants          | Votants            | Votants                | 12 566 | 87,16  |  |  |  |
| Exprimés         | Exprimés           | Exprimés               | 12 153 | 96,71  |  |  |  |
| * Député sortant |                    |                        |        |        |  |  |  |

#### Élections de 1936
|                  | Alphonse Barbot * | Répub. de gauche | 10 376 | 83,48  |  |  |  |
|                  | Emmanuel Philoux  | USR              | 1 810  | 14,56  |  |  |  |
|                  | François Riffaud  | PC-SFIC          | 243    | 1,96   |  |  |  |
|                  |                   |                  |        |        |  |  |  |
| Inscrits         | Inscrits          | Inscrits         | 14 574 | 100,00 |  |  |  |
| Votants          | Votants           | Votants          | 12 771 | 87,63  |  |  |  |
| Exprimés         | Exprimés          | Exprimés         | 12 429 | 97,32  |  |  |  |
| * Député sortant |                   |                  |        |        |  |  |  |